# Minimo deflusso vitale
Per minimo deflusso vitale o MDV si intende quel quantitativo di acqua rilasciata da una qualsiasi opera di captazione sull'asta di un lago, fiume, torrente, o qualsiasi corso d'acqua, in grado di garantirne la naturale integrità ecologica, seppure con popolazione ridotta, con particolare riferimento alla tutela della vita acquatica. Quindi il minimo deflusso vitale deve essere considerato come portata residua, in grado di permettere a breve e a lungo termine, la salvaguardia della normale struttura naturale dell'alveo e, di conseguenza, la presenza di una biocenosi che corrisponda alle condizioni naturali.

## Normativa italiana
In Italia per la prima volta ne parla la legge 18 maggio 1989 n. 183 che reca norme per il riassetto organizzativo e funzionale della difesa del suolo, ove all'art. 3 comma 1 dispone che 
La norma è stata abrogata dal decreto legislativo 3 aprile 2006 n. 152 recante norme in materia ambientale, che ha ripreso la disposizione all'art. 56.
Il decreto legislativo 12 luglio 1993, n. 275 recante norme per il riordino in materia di concessione di acque pubbliche aggiunge l'art. 12 bis al regio decreto 11 dicembre 1933 n. 1775, testo unico delle disposizioni di legge sulle acque e impianti elettrici, imponendo l'obbligo di garantire il minimo deflusso vitale e l'equilibrio del bilancio idrico.